# Wyszyna (Mazovie)
Pour les articles homonymes, voir Wyszyna.
Wyszyna (prononciation : [vɨˈʂɨna]) est un village polonais de la gmina de Stara Biała dans le powiat de Płock de la voïvodie de Mazovie dans le centre-est de la Pologne.
Il se situe à environ 4 kilomètres à l'ouest de Biała (siège de la gmina), 9 kilomètres au nord-ouest de Płock (siège du powiat) et à 105 kilomètres au nord-ouest de Varsovie (capitale de la Pologne).

## Histoire
De 1975 à 1998, le village appartenait administrativement à la voïvodie de Płock.